# Abena
Abena (en aragonés Avena) es una localidad española perteneciente al municipio de Jaca, en la Jacetania, provincia de Huesca, Aragón, a 876 metros de altitud.

## Situación
Abena se sitúa cerca de los límites del municipio de Sabiñánigo; accesible por muchas pistas forestales, desde el pueblo de Baranguá, Navasa, siendo también accesible desde la capital municipal, Jaca de la que dista 18 km. Es atravesado por el arroyo de Abena y situado en la ladera sur de la sierra de Buyán. Se encuentra a unos 61 km de Huesca.

## Historia
En el siglo XVIII se construye la iglesia parroquial de San Miguel Arcángel.
En 1941, por Orden del 23 de abril, publicada en el Boletín Oficial del Estado número 110), se incorporó al término de Navasa.
En 1964, junto con todo el término de Navasa, se incorporó a Guasa, por Decreto número 1758/64, de 4 de junio, publicado en el Boletín Oficial del Estado número 148, de 20 de junio.
Finalmente, en 1966 pasa a formar parte de Jaca, cuando esta incorpora parte del antiguo término de Guasa (todo excepto los núcleos de Pardinilla, Rapún, Sasal, la Pardina de Ayés e Ibort que se incorporan a Sabiñánigo), de acuerdo con los términos del Decreto 2540/66 de 10 de septiembre, publicado en el Boletín Oficial del Estado número 243, de 11 de octubre.
El 6 de junio de 1984 se produjo un incidente con una unidad de la Compañía de Operaciones Especiales del Ejército de Tierra, la cual, durante unas maniobras en la zona, simuló el fusilamiento del alcalde del municipio y de otro vecino con balas de fogueo. Los responsables de la acción fueron condenados por un tribunal militar.

## Demografía
| Gráfica de evolución demográfica de Abena entre 1842 y 1940 |
| |
| Población de derecho según los censos de población del INE Población de hecho según los censos de población del INEEntre el censo de 1857 y el anterior, este municipio desaparece porque se integra en el municipio Binué Entre el censo de 1897 y el anterior, aparece este municipio porque cambia de nombre y desaparece el municipio Binué Entre el censo de 1950 y el anterior, este municipio desaparece porque se integra en el municipio Navasa |

### Localidad
Datos demográficos de la localidad de Abena desde 1900:
| 135                   | 141 | 136 | 121 | 111 | 110 | 83 | 60 | 38 | 27 | 23 | 21 | 10 |
| (Fuente: IAEST e INE) |     |     |     |     |     |    |    |    |    |    |    |    |

- Datos referidos a la población de derecho.

### Antiguo municipio
Datos demográficos del municipio de Abena desde 1842:
| 161           | -- | -- | -- | -- | 310 | 323 | 327 | 286 | 258 | 225 | -- | -- | -- |
| (Fuente: INE) |    |    |    |    |     |     |     |     |     |     |    |    |    |

- Entre el censo de 1857 y el anterior, este municipio desaparece porque se integra en el municipio de Binué.
- Entre el censo de 1897 y el anterior, aparece este municipio porque cambia de nombre y desaparece el municipio de Binué.
- Entre el censo de 1950 y el anterior, este municipio desaparece porque se integra en el municipio de Navasa.
- Datos referidos a la población de derecho, excepto en los censos de 1857 y 1860 que se refieren a la población de hecho.